# 乞丐王子
《乞丐王子》（英語：The Prince and the Pauper），或譯《王子與乞丐》、《王子與貧兒》，是美國作家馬克·吐溫1881年在加拿大發表（1882年發表於美國）的第一本歷史幻想代表作。這本書的故事背景在1547年，主角是兩名長相一模一樣的小男孩：居住在倫敦的叫做垃圾院（Offal Court）的地方，經常受父親虐待的貧民湯姆·康第；以及亨利八世的兒子愛德華王子。
※日本譯者巌谷小波在1899年（明治32年）時在文武堂譯名為《乞丐王子》，1927年（昭和2年）日本譯者村岡花子以《王子與乞丐》為譯名於平凡社連載。

## 故事情節
因為不了解彼此的生活環境，兩人都很羨慕對方的生活，於是相約交換身分。之後，湯姆被帶回宮廷，愛德華則是努力逃離湯姆的父親的魔掌。愛德華在沒落貴族邁爾斯·安東尼 （Miles Anthony）的協助之下得以重返王宮，恰好在此時，亨利國王去世，愛德華是規定的繼任國王。
歷經多次冒險，包括牢獄生活之後，愛德華在湯姆即將受冕之時要求與湯姆換回正確的身分。湯姆迫不及待地要放棄王位，但是貴族們不相信形如乞丐的愛德華才是真正的國王——直到愛德華拿出他在離開王宮之前藏起來的玉璽，才向眾人證明了自己是繼任國王。之後，亨登獲晉升為伯爵，並得到從此以後家族族長在國王面前可以坐下的殊榮。而湯姆則獲得國王為了感激而賜予的「國王護衛」（The King's Ward）的特許終身頭銜。

## 文學上的重要性與批評
本書大部分的幽默在於兩名男孩在對方環境下的——儘管湯姆已經盡可能地運用他的智慧——無能為力。就許多方面而言，這本書是諷刺社會的作品，對英國都鐸時期的階級不平等多有譴責。從這個角度看來，馬克·吐溫沒有使用著名的美國中西部寫作風格，而用了仿查爾斯·狄更斯的風格。
雖然這本書不比馬克·吐溫的其他著作熱門，本書為他後來的歷史幻想創作，例如《亞瑟王廷之康乃迪克佬》，開出一條道路。

## 改編作品
本書後來改編成舞台劇的一個插曲，使得馬克·吐溫與該名劇作家大打官司。後來又有許多電影以本書為藍圖：例如1937年發行，由名演員艾洛·佛林飾演Hendon、Billy與Bobby Mauch飾演湯姆與愛德華的同名電影，本片原先計畫在喬治六世加冕時推出，卻延誤到隔年才發行。
1976年時英國廣播公司將本故事改編為六部30分鐘的電視劇，由尼可拉斯·林德赫斯特一人分飾兩角。1996年再次改編。
華特迪士尼公司亦有將本書改編成24分鐘的短片電影，1990年發行，由米老鼠主演，與《救難小英雄澳洲歷險記》一同上映。2004年本書被改編為85分鐘的電腦動畫音樂劇《真假公主芭比》，由芭比娃娃飾演金髮公主Anneliese與褐髮乞丐Erika，Martin Short替反派角色Preminger配音。本片直接以DVD與VHS的形式發售。2006年，加菲貓的第二部真人拍攝電影，《加菲貓2之雙貓記》，是這個經典故事的另一次改編。加菲貓2也有網路漫畫版本。
在一些改編版本中，愛德華王子在變裝成湯姆時有預備措施；至於後來有沒有派上用場，各個版本皆有不同。
乞丐王子1937年版電影版權由透納電影公司（Turner Entertainment Inc.）取得。
2017年，韓國KBS根據這部作品，利用在韓國的文化和社會意識，改編成一部名為《我男人的秘密》的日日連續劇。
日本動畫《多啦A夢》根據這部作品，大雄有時會與自己樣貌相似的人「交換生活」（如《大雄的太陽王傳說》）。

## 外部連結
- The Prince and the Pauper - 有索引、可搜尋的電子文件
- The Prince and the Pauper （页面存档备份，存于） - 容易閱讀的94頁格式
- The Prince and the Pauper - 古腾堡计划